# Es Pèlec
Es Pèlec és una antiga possessió, o rafal, situada al terme municipal de Llucmajor, Mallorca, en el camí que uneix Llucmajor amb Porreres.
El 1340 es Pèlec pertanyia a Francesc Desmàs, i el seu alou, als bisbes de Mallorca; i el 1343 pertanyia a Bernat Desmàs. Tenia una font per abeurar-hi els ramats i per netejar-hi lli i cànem. El 1360 a l'indret des Pèlec hi havia nombrosos molins de vent, fariners. El 1591 era de l'honor Gabriel Reus. Confrontava amb el camí de Porreres, la possessió de Binificat i el molí d'en Garí. Tenia cases i era dedicada al conreu de cereals i lleguminoses. El 1994, el nom de l'antiga possessió es manté als abeuradors i la font dits ses Piquetes des Pèlec, situats entre Son Garroví, l'hort des Pontarró i l'hort d'en Mut; a la propietat rústica denominada l'hort des Pèlec i als terrenys situats entre les possessions de Son Samà, Son Divertit, Binificat i Míner.